# Парлуй, Иван Илларионович
Иван Илларионович Парлуй (род. 19 апреля 1951) — советский легкоатлет, специалист по бегу на средние и длинные дистанции, легкоатлетическому кроссу. Выступал на всесоюзном уровне в 1970-х и 1980-х годах, чемпион Спартакиады народов СССР, чемпион СССР, многократный победитель первенств всесоюзного значения, призёр ряда крупных международных стартов. Представлял Смоленск и Вооружённые силы. Мастер спорта СССР международного класса.

## Биография
Иван Парлуй родился 19 апреля 1951 года. Занимался лёгкой атлетикой в Смоленске, выступал за РСФСР и Вооружённые силы.
Впервые заявил о себе на всесоюзном уровне в сезоне 1972 года, когда на соревнованиях в Москве выиграл бронзовую медаль в беге на 5000 метров.
В 1974 году финишировал шестым в дисциплине 5000 метров на Кубке Правды в Москве и восьмым в дисциплине 10 км на международном шоссейном старте в Праге.
В 1975 году на зимнем чемпионате СССР в Ленинграде стал серебряным призёром на дистанциях 3000 и 5000 метров. Попав в состав советской сборной, выступил на чемпионате Европы в помещении в Катовице — в беге на 3000 метров с личным рекордом 8:02.4 пришёл к финишу четвёртым. Позднее в беге на 5000 метров превзошёл всех соперников в матчевой встрече со сборной США в Киеве и на чемпионате страны в рамках VI летней Спартакиады народов СССР в Москве, в беге на 10 000 метров выиграл международный старт в Будапеште.
В 1976 году на зимнем чемпионате СССР в Москве на дистанциях 3000 и 5000 метров получил бронзу и серебро соответственно. На чемпионате мира по кроссу в Чепстоу занял 23-е место в личном зачёте и четвёртое в командном. Помимо этого, выиграл бронзовую медаль в дисциплине 8 км на чемпионате СССР по кроссу в Баку, взял бронзу в матчевой встрече со сборной Великобритании в Киеве, одержал победу на соревнованиях в Подольске, стал серебряным призёром в матчевой встрече со сборными Восточной Германии и Польши в Варшаве, на международном шоссейном старте в Праге.
В 1977 году на кроссовом чемпионате мира в Дюссельдорфе занял итоговое 86-е место, став при этом бронзовым призёром командного зачёта. В беге на 10 000 метров победил в матче СССР — ФРГ в Сочи, был четвёртым в матче со сборными Восточной Германии и Польши в Хемнице, вторым на чемпионате СССР в Москве, первым на соревнованиях в Подольске, четвёртым в матче СССР — Великобритания в Эдинбурге.
На чемпионате мира по кроссу 1978 года в Глазго показал 57-й результат в личном зачёте и вместе с соотечественниками занял четвёртое место среди команд. В дисциплине 10 000 метров выиграл серебряные медали на Мемориале братьев Знаменских в Вильнюсе и на чемпионате СССР в Тбилиси.
В 1979 году получил серебро в дисциплине 8 км на чемпионате СССР по кроссу в Ессентуках. В беге на 10 000 метров занял 18-е место на чемпионате страны в рамках VII летней Спартакиады народов СССР в Москве и девятое место на Мемориале Знаменских в Каунасе.
В 1980 году выиграл серебряную медаль в гонке на 8 км на чемпионате СССР по кроссу в Кисловодске.
На чемпионате СССР 1981 года в Москве взял бронзу в дисциплине 5000 метров и превзошёл всех соперников на дистанции 10 000 метров.
В 1982 году выиграл дисциплину 12 км на чемпионате СССР по кроссу, прошедшем в рамках финала XXI Всесоюзного кросса на призы газеты «Правда» в Москве. Также в беге на 10 000 метров стал бронзовым призёром на Мемориале братьев Знаменских в Москве, одержал победу на чемпионате СССР в Киеве.
В 1986 году выиграл бронзовую медаль в беге на 10 000 метров на всесоюзных соревнованиях в Киеве.
За выдающиеся спортивные достижения удостоен почётного звания «Мастер спорта СССР международного класса».
Занимал должность заместителя начальника Спортивного комплекса ФАУ МО РФ ЦСКА в Смоленске. Старший прапорщик запаса.